# Rode grondbraam
Rode grondbraam (Rubus sprengelii) is een soort uit het geslacht braam (Rubus).

## Determinatie
Rode grondbraam heeft een bladsteel met 5–15 kromme stekels. De bladeren zijn samengesteld en bestaan uit 3–5 deelblaadjes. De bovenkant van de bladeren is bijna kaal; de onderkant heeft op de nerven enkele kamharen. De topblaadjes hebben een steel met een lengte van 1/5–1/4 van de bladlengte. Het topblaadje zelf is omgekeerd-eirond, met een geleidelijke, lange spits. De voet van het topblaadje is afgerond of zwak uitgerand. De bladrand is grof en onregelmatig getand.